# Subligny (Yonne)
Subligny és un municipi francès, situat al departament del Yonne i a la regió de Borgonya - Franc Comtat. L'any 2007 tenia 484 habitants.

## Demografia

### Població
El 2007 la població de fet de Subligny era de 484 persones. Hi havia 192 famílies, de les quals 40 eren unipersonals (16 homes vivint sols i 24 dones vivint soles), 76 parelles sense fills i 76 parelles amb fills.
La població ha evolucionat segons el següent gràfic:
Habitants censats

### Habitatges
El 2007 hi havia 227 habitatges, 192 eren l'habitatge principal de la família, 22 eren segones residències i 13 estaven desocupats. 219 eren cases i 8 eren apartaments. Dels 192 habitatges principals, 173 estaven ocupats pels seus propietaris, 17 estaven llogats i ocupats pels llogaters i 2 estaven cedits a títol gratuït; 6 tenien dues cambres, 36 en tenien tres, 61 en tenien quatre i 89 en tenien cinc o més. 165 habitatges disposaven pel capbaix d'una plaça de pàrquing. A 77 habitatges hi havia un automòbil i a 109 n'hi havia dos o més.

### Piràmide de població
La piràmide de població per edats i sexe el 2009 era:
| Homes | Edats   | Dones |
| ----- | ------- | ----- |
| 0     | 95 o +  | 0     |
| 0     | 90 a 94 | 0     |
| 4     | 85 a 89 | 0     |
| 0     | 80 a 84 | 8     |
| 4     | 75 a 79 | 0     |
| 4     | 70 a 74 | 8     |
| 8     | 65 a 69 | 8     |
| 16    | 60 a 64 | 12    |
| 8     | 55 a 59 | 20    |
| 12    | 50 a 54 | 12    |
| 20    | 45 a 49 | 16    |
| 24    | 40 a 44 | 32    |
| 36    | 35 a 39 | 16    |
| 20    | 30 a 34 | 20    |
| 4     | 25 a 29 | 4     |
| 4     | 20 a 24 | 8     |
| 12    | 15 a 19 | 20    |
| 28    | 10 a 14 | 24    |
| 32    | 5 a 9   | 16    |
| 16    | 0 a 4   | 4     |

## Economia
El 2007 la població en edat de treballar era de 344 persones, 247 eren actives i 97 eren inactives. De les 247 persones actives 230 estaven ocupades (125 homes i 105 dones) i 17 estaven aturades (13 homes i 4 dones). De les 97 persones inactives 36 estaven jubilades, 29 estaven estudiant i 32 estaven classificades com a «altres inactius».

### Ingressos
El 2009 a Subligny hi havia 201 unitats fiscals que integraven 509,5 persones, la mediana anual d'ingressos fiscals per persona era de 19.557 €.

### Activitats econòmiques
Dels 11 establiments que hi havia el 2007, 4 eren d'empreses de construcció, 3 d'empreses de comerç i reparació d'automòbils, 1 d'una empresa de transport, 1 d'una empresa d'hostatgeria i restauració, 1 d'una empresa immobiliària i 1 d'una empresa de serveis.
Dels 4 establiments de servei als particulars que hi havia el 2009, 1 era un taller de reparació d'automòbils i de material agrícola, 1 paleta, 1 lampisteria i 1 agència immobiliària.
L'any 2000 a Subligny hi havia 5 explotacions agrícoles.

## Equipaments sanitaris i escolars
El 2009 hi havia una escola elemental integrada dins d'un grup escolar amb les comunes properes formant una escola dispersa.

## Poblacions més properes
El següent diagrama mostra les poblacions més properes.